# 山県市立伊自良南小学校
山県市立伊自良南小学校（やまがたしりつ いじらみなみしょうがっこう）は、岐阜県山県市大森にある公立小学校。

## 沿革
学校の創立は1955年（昭和30年）となっているが、現在の伊自良南小学校に改称されたのがこの年である。ここでは、前身の学校についても記述する。
- 1873年（明治6年） - 山県郡小倉村に浚明学校が設置される。
- 1880年（明治13年） - 山県郡大森村の現在地に移転する。
- 1886年（明治19年） - 大森小学校に改称する。
- 1891年（明治24年） - 濃尾地震の被害のため、1892年3月まで臨時休校となる。
- 1897年（明治30年） - 藤倉村、大森村、小倉村、洞田村が合併し、下伊自良村になる。
- 1910年（明治43年） - 大森尋常小学校に改称する。
- 1941年（昭和16年） - 下伊自良村立下伊自良国民学校に改称する。
- 1947年（昭和22年） - 下伊自良村立下伊自良小学校に改称する。
- 1955年（昭和30年） - 上伊自良村、下伊自良村が合併し、伊自良村となる。これにより伊自良村立伊自良南小学校に改称する。
- 2003年（平成15年） - 高富町、伊自良村、美山町が合併し、山県市となる。これに伴い、山県市立伊自良南小学校に改称する。

## 通学区域[1]
- 洞田
- 小倉
- 大森
- 藤倉
- 大門

## 進学先中学校
- 伊自良中学校

## 交通機関
- ハーバス伊自良線「伊自良大森」バス停下車、徒歩約10分